# Корм для котів

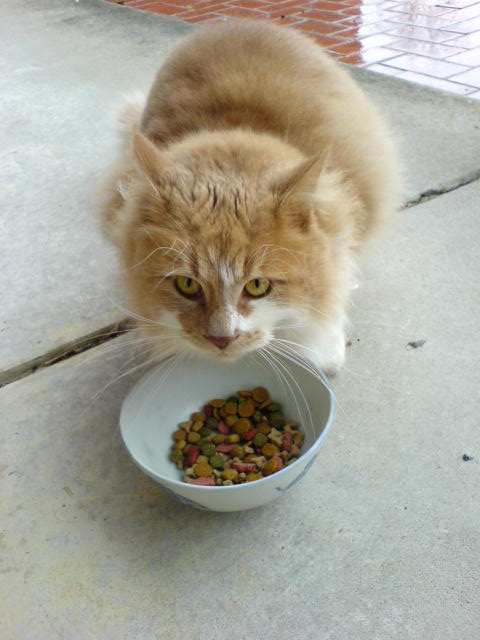
Кіт їсть сухий корм

Корм для котів або котячий корм — це їжа, якою годують домашніх котів. Оскільки коти є облігатними хижаками, вони мають харчові потреби, відмінні від потреб людей та інших всеїдних тварин, зокрема, раціон котів повинен містити більшу частку білків, ніж раціон інших ссавців, а також деякі незамінні для цих тварин речовини, наприклад, таурин, арахідонову кислоту, вітаміни A і B12, які вони не можуть синтезувати самостійно або отримати у достатній кількості із рослинної їжі. Нестача цих сполук у раціоні кота може призвести до втрати зору, слуху, подразнення шкіри, захворювання серця та печінки.
У природі коти живляться дрібною здобиччю: птахами, гризунами, невеликими ящірками і земноводними, інколи комахами, проте господарям міських котів не рекомендують дозволяти їхнім домашнім улюбленцям забезпечувати себе їжею самостійно, оскільки це може призвести до негативних наслідків для популяцій міських птахів та інших тварин. Так, одне дослідження показало, що у Великій Британії 7,7 млн. котів убивають за рік 188 мільйонів інших тварин.
Коти нерідко їдять траву, проте більшість біологів вважає, що вона допомагає травленню і не має поживної цінності для тварин.

## Комерційний котячий корм
Існує велика кількість корпорацій, що виготовляють спеціальні корми для домашніх тварин, в тому числі і котів. Серед найбільших Colgate-Palmolive (Hill's Pet Nutrition) (США), Mars, Incorporated (Whiskas, Kitekat) (США), Procter & Gamble (Iams) (США), Nestlé (Purina) (Швейцарія), які разом складають близько 80 % світового ринку корму для тварин, а також Del Monte (Meow Mix) (США), Royal Canin (Франція) і Witte Molen (Нідерланди). Найбільший виробник в Україні — «Кормотех» (Мяв!, Клуб 4 лапи, Optimeal).
Більшість їжі для котів, що можна придбати у магазинах, це або сухий корм, виготовлений із тваринних продуктів у поєднанні із крохмалем рослинного походження, або консервований «вологий» корм.
Харчові потреби тварин відрізняються на різних стадіях життя, тому випускаються серії корму для кошенят, дорослих котів, вагітних кішок і кішок у період лактації. Деякі корми маркуються як придатні для всіх етапів життя. Також виробники зазвичай пропонують широкий вибір смаків котячої їжі, хоча, як стверджує експерт із нюху та смаку тварин Ненсі Роусон, така різноманітність орієнтована швидше на господарів. За її словами, коти віддають перевагу одноманітності у дієті, і навіть у дикій природі одні особини полюють переважно на мишей, інші — на птахів, і дуже мало які поєднують обидві стратегії. З іншої сторони, Роусон каже, що смак корму «із тунцем» не конче відрізняється від смаку корму «з птицею».

### Сухий корм

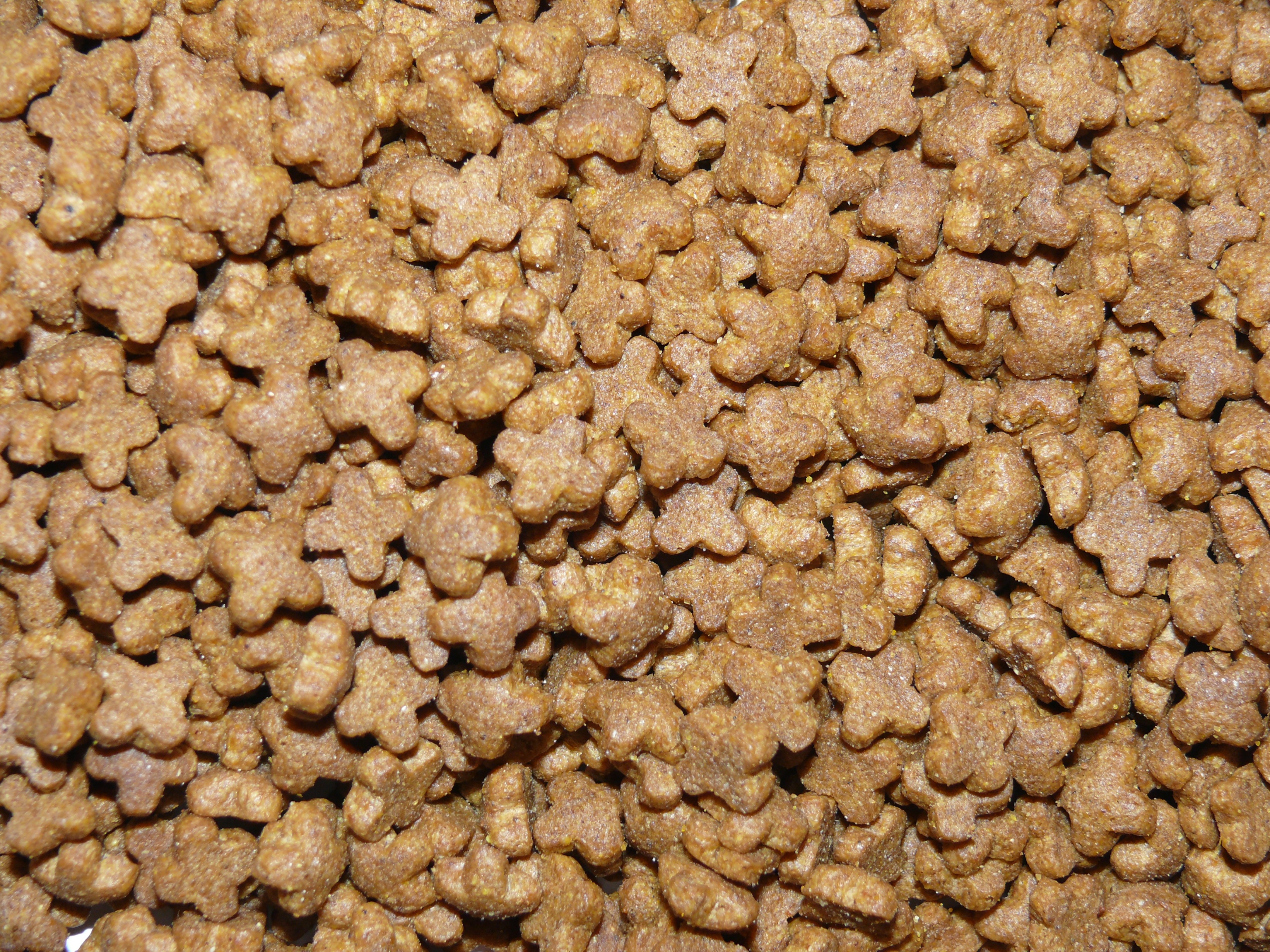
Сухий котячий корм
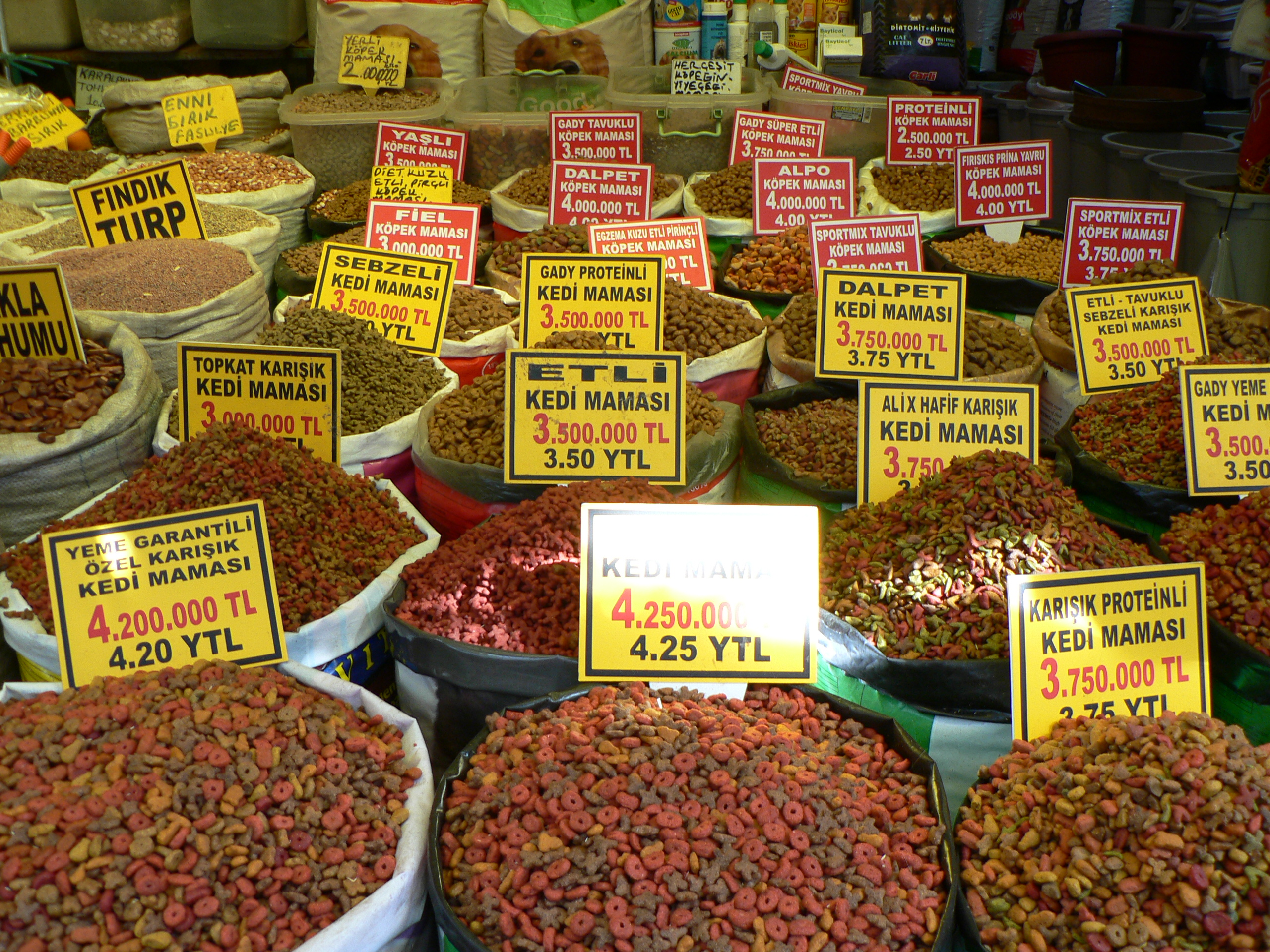
Сухий котячий корм на базарі у Стамбулі

Сухий корм для тварин став популярним у 1940-х роках, коли у час війни через нестачу жерсті виготовлення консервів утруднилось. Для господарів нова форма виявилась зручним вибором, оскільки місця годівлі їхніх котів і собак стали чистішими і менш смердючими.
Сухий корм для котів містить від 6 до 10 % вологи. Його виготовляють шляхом формування видавлюванням із подальшою сушкою отриманих шматочків, після чого їх забризкують тваринними жирами для покращення смакових якостей. Також до них можуть додавати пірофосфати, які характеризують як «котячий крек», оскільки тварини дуже охоче споживають їжу, що містить ці сполуки. В залежності від рецепта сухі корми можуть містити м'ясо або відходи м'ясної промисловості, зернові, висівки, рибу, відходи від неї, джерело клітковини, добавки вітамінів і мінералів.
Головною перевагою сухого корму є те, що кіт може їсти, коли схоче. До недоліків належать гірші смакові якості ніж «вологих» кормів, деякі із сухих кормів важче перетравлюються. Господарі інколи купують велику кількість сухого корму і зберігають тривалий час. У таких випадках рекомендується тримати корм у герметичних контейнерах, щоб запобігти руйнування вітамінів та інших поживних речовин і згіркненню жирів внаслідок контакту із киснем повітря.

### Напіввологий корм

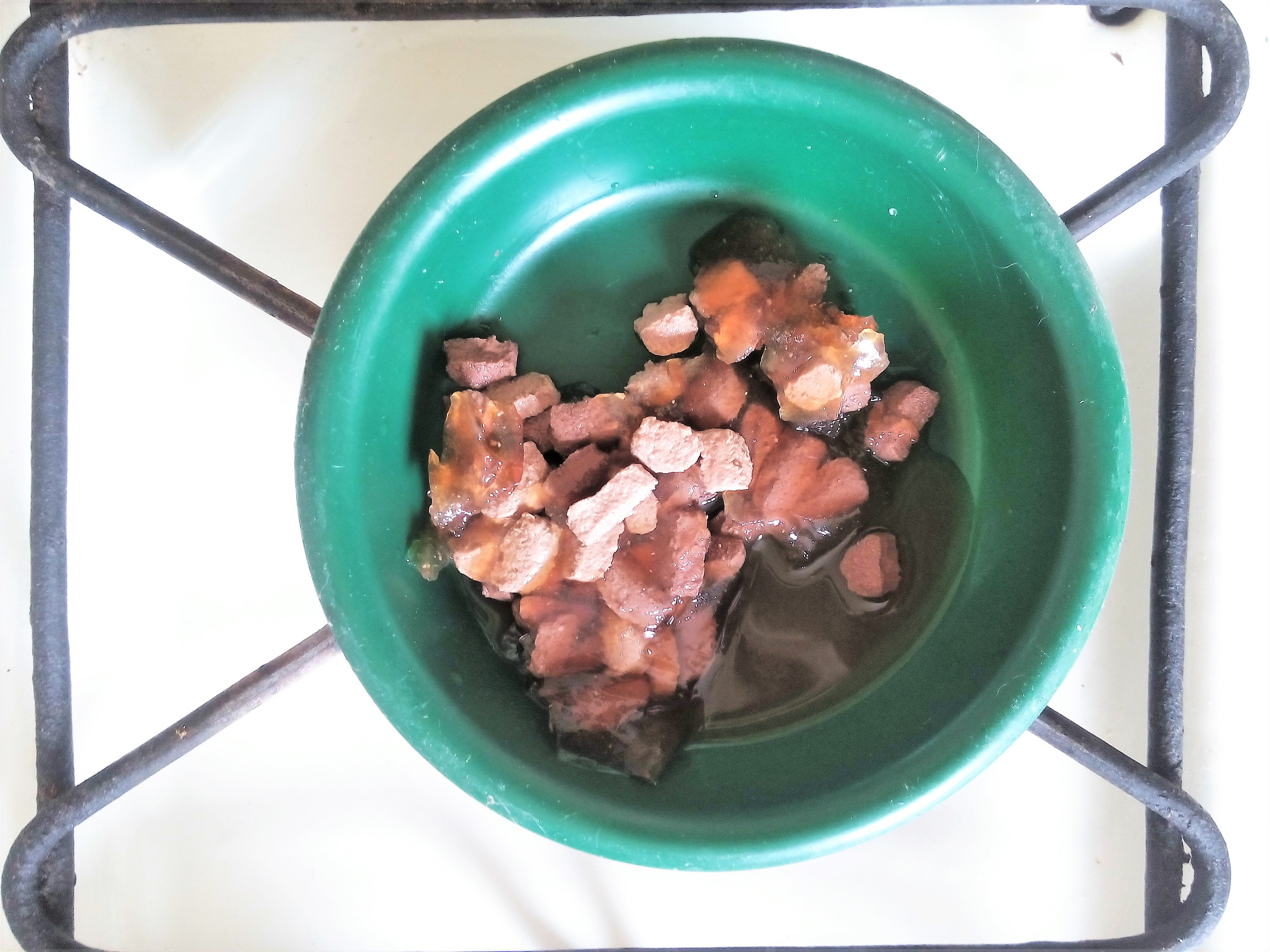
Корм для кішок Whiskas з куркою, желе. Україна, 2017

В основному із м'яса і побічних продуктів м'ясної промисловості виготовляють напіввологі корми, що містять до 35 % вологи. До них також додають сою, злаки і консерванти. Зовні такий корм нагадує маленькі шматочки цілого або меленого м'яса. Він може більше смакувати котам, ніж сухий, і дозволяє «вільне годування».

### Консервований корм

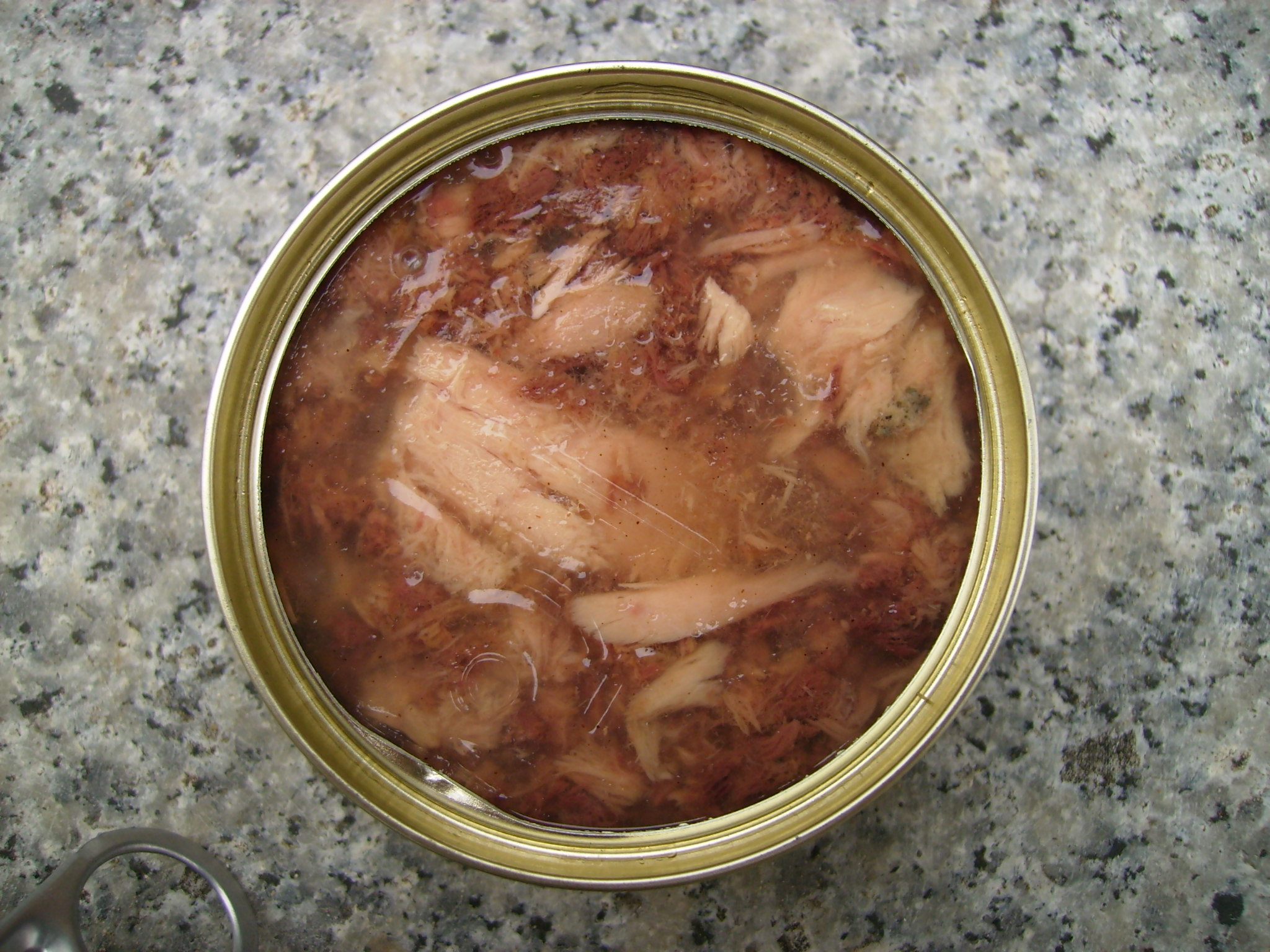
Консервований корм для котів

Консервований котячий корм містить близько 75 % вологи, основними інгредієнтами, що входять до його складу, є органи тварин (нирки, печінка), м'ясні рештки тощо. Консервовані корми зазвичай дорожчі, ніж сухі, але більшість котів їдять їх охочіше. Невідкриті консерви із котячим кормом мають тривалий термін зберігання (кілька років), але після відкриття можуть швидко псуватись, тому їх слід зберігати у холодильнику.

### Вегетаріанські корми для котів
Існують також вегетаріанські різновиди кормів для котів, наприклад Evolution Diet і Vegecat. Проте деякі ветеринари, зокрема Марла Мак-Джордж із Портленда, стверджують, що такі дієти можуть бути поганим вибором для котів, оскільки вони не містять достатньої кількості незамінних амінокислот, натомість багаті на вуглеводи, велику кількість яких коти не пристосовані засвоювати. На її думку, компоненти порошкоподібних харчових додатків, що мають доповнювати рослинний раціон, не всмоктуються травною системою котів у достатній мірі.

## Харчові потреби котів
Дієта кота повинна задовольняти його енергетичні потреби і бути повноцінними джерелом вітамінів, мінералів та інших незамінних речовин. Доросла тварина масою 4,5 кг витрачає у добу близько 280 ккал, і скільки ж має отримувати з їжею. Різко збільшуються енергетичні потреби у період вагітності і лактації. Кішка, що вигодовує понад двох кошенят споживає у 2—2,5 раз більше їжі, ніж до вагітності. Кошенята до відлучення від матері у середньому потребують 20—25 ккал на 100 г маси тіла. Рекомендується підгодовувати їх із 2,5—4 тижня життя.

### Білки й амінокислоти
Природна дієта котів багата на тваринні білки, що розщеплюються у травній системі до амінокислот, які у свою чергу можуть бути використані для синтезу власних білків кота або для інших потреб. Хоча джерелом білків у дієті можуть бути продукти рослинного походження наприклад волоський горіх, вони перетравлюються гірше, ніж тваринні[джерело?], і часто мають неповний амінокислотний склад. Дорослий кіт масою близько 4 кг повинен вживати 12,5 г білків на добу.
Серед 20 «стандартних» амінокислот, з яких будуються білки у живих клітинах, 10 є незмінними для котів, тобто такими, які не можуть бути синтезовані у тілі тварини і повинні надходити з їжею. До них належать аргінін, метіонін, гістидин, фенілаланін, ізолейцин, треонін, лейцин, триптофан, лізин, валін. Брак у дієті будь-якої із цих амінокислот може призвести до серйозних проблем зі здоров'ям. Наприклад, дефіцит аргініну, необхідного для виведення продуктів азотного обміну, викликає накопичення токсичного аміаку в крові.
Коти також потребують похідного амінокислоти цистеїну — таурину, що наявний у великій кількості у продуктах тваринного походження, в той час як у рослинах вона знайдений тільки у слідових концентраціях. Дефіцит таурину призводить до дегенерації сітківки і сліпоти, глухоти, кардіоміопатії, порушень в роботі імунної і статевої систем, пригнічення неонатального росту і виникнення вроджених вад.

### Жири і жирні кислоти
Жири є багатим джерелом енергії, їхня калорійність приблизно вдвічі вища, ніж у білків і вуглеводів. Вони також сприяють всмоктуванню жиророзчинних вітамінів, покращують смакові якості і текстуру котячого корму. Вміст жирів у дієті котів може бути досить високим без негативних наслідків для здоров'я тварини. Так у більшості кормів приблизно половина енергетичних потреб задовольняється саме жирами. Мінімальний вміст цих сполук у дієті — не менше 9 % сухої маси. Для дорослого кота (~4 кг) добова потреба у жирах становить приблизно 5,5 г.
Важливим також є вміст у їжі незамінних поліненасичених жирних кислот — ω-3 і ω-6 (зокрема лінолева й арахіднова кислоти). Перші потрібні для нормальної роботи нервової системи, другі — для здорової шкіри і хутра, функціонування нирок, печінки, м'язів тощо.

### Вуглеводи
Природна дієта котів бідна на вуглеводи, через це, попри їхню роль як багатого джерела енергії, вони не є необхідними у котячому кормі. Як облігатні хижаки, що живляться виключно тваринною їжею, коти позбавлені смакових рецепторів до солодкого (тобто у першу чергу моно- і олігосахаридів).
До вуглеводів також належать харчові волокна (клітковина), потрібні для підтримання здорової мікрофлори. Оскільки у котів порівняно коротка товста кишка і нефункціональна сліпа кишка, вони сприймають волокна гірше за інших тварин. Оптимальним вибором для котів вважають помірно перетравлювані джерела клітковини такі, як буряковий жом або зернові висівки. У всякому разі, котячий корм не повинен містити більш ніж 10 % харчових волокон.

### Вітаміни
Вітаміни — це органічні сполуки, що беруть участь у різноманітних метаболічних процесах. У котів немає деяких шляхів синтезу вітамінів із попередників, наприклад вітаміну A і ніацину.
Якщо тварина вживає збалансовану дієту, вітамінні добавки їй не потрібні, і навіть є небажаними. Через поширеність практики використовувати ці добавки гіпервітамінози — передозування вітамінами — більш поширена проблема, ніж гіповітамінози. Так надмірне надходження в організм вітаміну A може призвести до болю у суглобах, крихкості кісток і сухості шкіри.

### Мінерали
Для нормального функціонування організм кота потребує 12 мінералів: кальцію, фосфору, магнію, калію, натрію, хлору, заліза, міді, цинку, мангану, селену та йоду. Надмірне надходження цих елементів також може бути шкідливим для тварини, так надлишок магнію може спричинити формування каменів у нирках.

## Людська їжа, шкідлива для котів

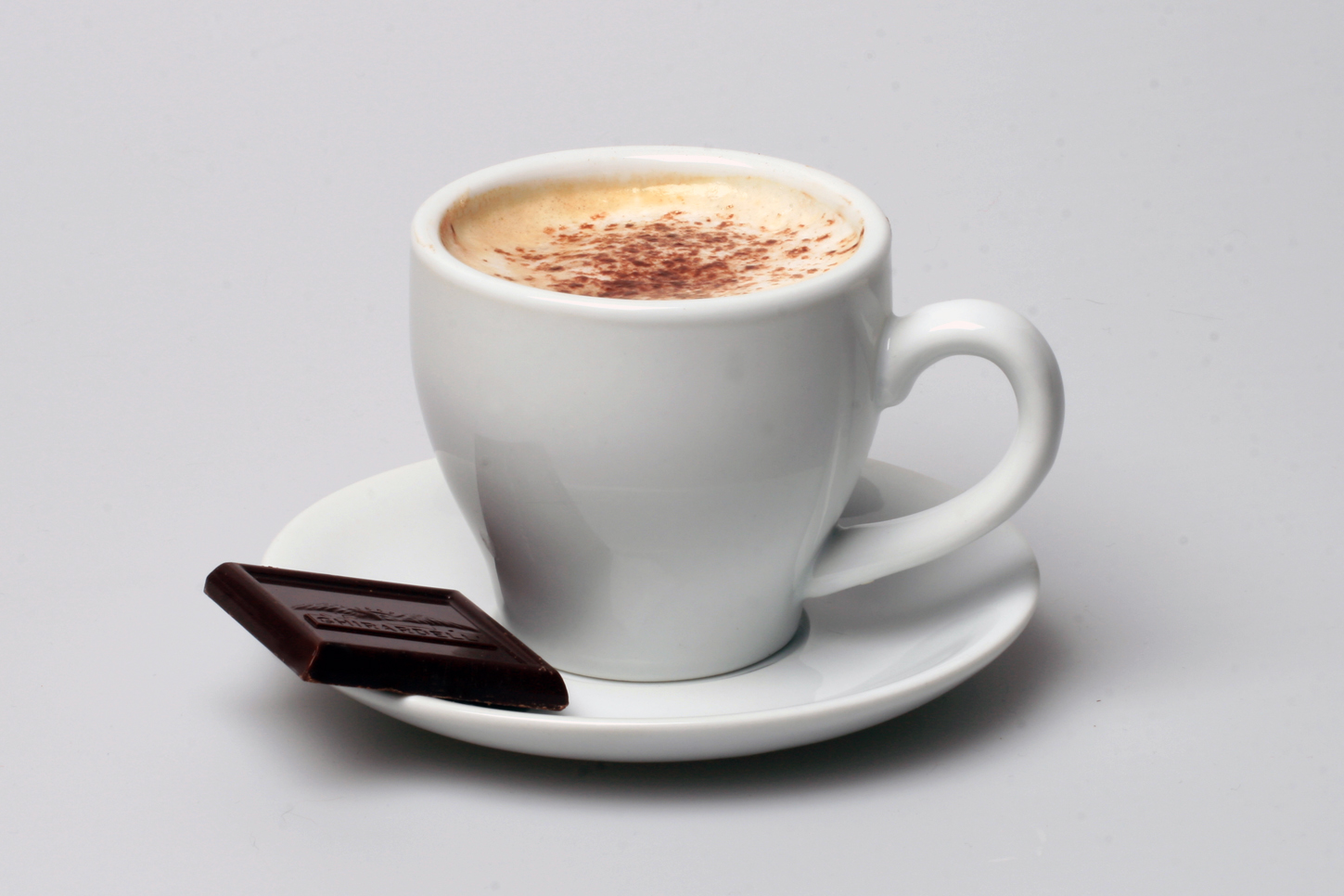
Напої з кофеїном і шоколад отруйні для котів

Оскільки метаболізм котів має багато особливостей порівняно із людським, деяка їжа, що нормально засвоюється людьми, може бути шкідливою і навіть смертельно отруйною для них. До цієї категорії зокрема належать продукти, що містять метилксантини, такі, як кофеїн, теобромін, теофілін: шоколад, кава, чай, какао, кола тощо. Вміст шкідливих для котів сполук різниться у різних продуктах, наприклад, у сортах шоколаду: найбільше їх у чорному шоколаді, найменше — у білому. Симптомами отруєння метилксантинами у котів є блювання, діарея, задишка, посилена спрага і діурез, гіперактивність, припадки. Вживання великих доз може бути летальним. Отруйними для котів є й алкогольні напої.
Вживання цибулі або часнику, навіть термічно оброблених, може викликати розлад травної системи й ушкодження еритроцитів у котів. Ксилітол — підсолоджувач, який використовують у зубних пастах, солодких напоях, цукерках тощо — викликає вивільнення у кров інсуліну в більшості видів. Внаслідок цього може розвинутись гіпоглікемія, що інколи призводить до летаргії.
Шкідливим для котів є вживання надмірної кількості солі. Отруєння іонами натрію проявляється такими симптомами, як посилена спрага і діурез, блювання, діарея, термор, підвищення температури тіла, припадки і навіть смерть. Споживання великої кількості сирих яєць, окрім ризику зараження сальмонелою або кишковою паличкою, несе небезпеку виникнення дефіциту біотину (вітаміну H), оскільки містить білок авідин, що зв'язує цей вітамін і перешкоджає його всмоктуванню. Також, всупереч поширеній думці, дорослих котів не слід годувати молоком, бо вони не можуть засвоювати лактозу (молочний цукор) через низьку активність ферменту лактази. Таким чином, кіт, що поїв молока, нерідко страждає діареєю.